# Guus Til
Guus Til (ur. 22 grudnia 1997 w Samfya, Zambia) – holenderski piłkarz grający na pozycji pomocnika w holenderskim klubie PSV Eindhoven oraz w reprezentacji Holandii.

## Życiorys
Jest wychowankiem AZ Alkmaar. W czasach juniorskich trenował także w SV Diemen. W 2016 roku dołączył do pierwszego zespołu AZ. W Eredivisie zadebiutował 18 września 2016 w wygranym 2:0 meczu z PEC Zwolle. Na boisku pojawił się w 71. minucie, zastępując Jorisa van Overeema. W 87. minucie zdobył swojego pierwszego ligowego gola. 5 sierpnia 2019 odszedł za 18 milionów euro do rosyjskiego Spartaka Moskwa. 3 września 2020 został wypożyczony do niemieckiego SC Freiburg.
W reprezentacji Holandii zadebiutował 26 marca 2018 w wygranym 3:0 meczu z Portugalią. Na boisko wszedł w 78. minucie, zmieniając Kenny’ego Tete.